# Aleksandar Vasiljević
Aleksandar Vasiljević, srbski general, * 8. julij 1938.
Vasiljević je bil vodja vojaškega pregona v procesu proti četverici in pozneje načelnik KOSa. 
Nastopil je kot priča v sojenju Slobodanu Miloševiću v Haagu.
Državno tožilstvo Republike Hrvaške ga je v preiskavi o koncentracijskih taboriščih v Srbiji imenovalo za najbolj odgovorno osebo za le-ta taborišča.